# Pharneuptychia
Genre
Pharneuptychia est un genre sud-américain de lépidoptères (papillons) de la famille des Nymphalidae et de la sous-famille des Satyrinae.

## Systématique
Le genre Pharneuptychia a été décrit par l'entomologiste allemand Walter Forster en 1964.
Son espèce type est Satyrus phares Godart, [1824].

## Liste des espèces
D'après FUNET Tree of Life (13 avril 2019) :
- Pharneuptychia boliviana (Hayward, 1957) — Bolivie
- Pharneuptychia innocentia (C. & R. Felder, 1867) — Venezuela, Brésil
- Pharneuptychia phares (Godart, [1824]) — Venezuela, Brésil, Argentine
- Pharneuptychia pharnabazos (Bryk, 1953) — Brésil
- Pharneuptychia pharnaces (Weymer, 1911) — Brésil
- Pharneuptychia romanina (Bryk, 1953) — Brésil

### Description originale
(de) Walter Forster, « Beiträge zur Kenntnis der Insektenfauna Boliviens XIX. Lepidoptera III. Satyridae », Veröffentlichungen der Zoologischen Staatssammlung München, vol. 8,‎ 1964, p. 51-188 (ISSN 0077-2135, lire en ligne)..